# Canal des Usines
Het Canal des Usines is een voormalig kanaal in de Belgische stad Verviers.
Het was een waterloop, feitelijk een soort gracht, die van oost naar west parallel aan, en ten zuiden van, de Vesder liep. De aftakking was oorspronkelijk bedoeld om de banmolen van Verviers van water te voorzien en begon ter hoogte van de huidige Rue de Limbourg als Canal du Moulin. Nabij de Rue du Vieil Hôpital werd het kanaal nog voorzien van het water van de Ruisseau de Mangombroux.
Mogelijk werd dit kanaal al omstreeks 1100 aangelegd, en het heeft bestaan tot 1906 toen het werd overkluisd.
In 2000 werd een nieuw kanaal aangelegd, dat over een lengte van 86 meter verloopt, en overspand wordt door drie voetbruggen en één brug: de Pont-aux-Lions, gelegen in de Rue des Martyrs.